# Wiener Wurst

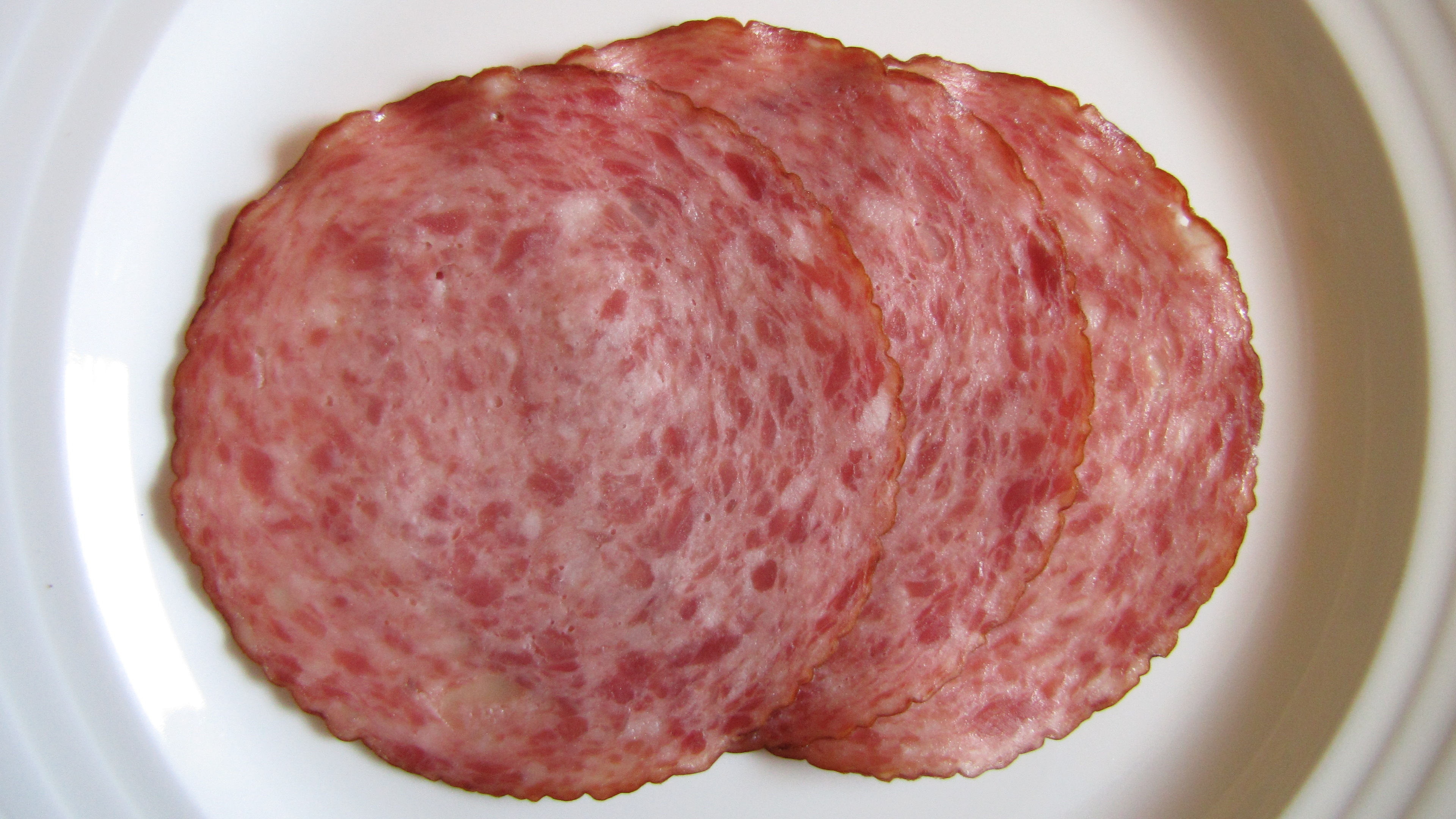
Drei Scheiben Wiener Wurst.

Die Wiener Wurst, kurz Wiener, ist eine in Österreich verbreitete Schnittwurstsorte. Die Namensähnlichkeit zu Wiener Würstchen ist zufällig.
Wiener Wurst besteht aus Rind- und Schweinefleisch sowie Speck und Gewürzen. Außerdem werden Nitritpökelsalz, Geschmacksverstärker und Eis hinzugefügt. Die Zutaten werden gewolft und dann in einem Kutter grob zerkleinert, in Kunstdärme gefüllt und anschließend heißgeräuchert. Eine andere Variante stellt die Polnische dar, die einen höheren Fleisch- und niedrigeren Fettanteil besitzt. Da der Name Wiener Wurst im österreichischen Lebensmittelbuch definiert ist und daher bestimmte Mindestanforderungen im Bezug auf die Zusammensetzung gelten, vermarkten einige Unternehmen ähnliche Wurstsorten unter anderen Bezeichnungen wie Jausenwurst oder Tiroler.